# Шлях митця
«Шлях митця. Духовна дорога до примноження творчості» (англ. The Artist's Way: A Spiritual Path To Higher Creativity) — книжка із саморозвитку творчих здібностей американської письменниці й викладачки Джулії Кемерон. Книжка призначена допомогти людям подолати невпевненість, закомплексованість, страхи та відкрити у собі творчі сили, а також показати зв'язок між творчістю і духовністю. Ідеї творчого розвитку особистості, описані авторкою в книзі, отримали своє продовження і практичне застосування у творчих спілках і групах підтримки, що засновувалися по всьому світу.

## Історія написання
Початково книжка мала назву «Зцілення творця всередині», але була відхилена літературною агенцією «Вільям Морріс». Після того, як книжка 1992 року була опублікована видавництвом Penguin Group, а наклади її продажів швидко збільшувалися, назву було змінено. Книжка увійшла до списку Топ-10 бестселерів із саморозвитку 2007 року і Топ-100 найкращих книжок зі саморозвитку всіх часів.
Книжка стала своєрідним підсумком практичного курсу із розвитку творчих здібностей, який Кемерон викладала початково в Нью-Йоркському інституті феміністичного мистецтва, а згодом і в інших закладах. Тут вона зібрала досвід своїх учнів, знайомих колег письменників, журналістів, сценаристів, художників і, безумовно, власний.

## Про книгу
«Шлях митця» Джулії Кемерон — це практичний курс, розрахований на 12 тижнів щоденних занять, що допоможе митцю-початківцю, а ним, на думку авторки, може стати кожен, розгледіти та розбудити в собі нові, несподівані таланти, приспані скептицизмом, насмішками, некомпетентною критикою та різними комплексами. Щоб подолати творче заціпеніння, Кемерон пропонує читачеві два основних методи творчого відновлення – ранкові сторінки й творчі побачення.
Ранкові сторінки — це три сторінки звичайного письма (але тільки потоку свідомості), які треба списувати щодня. Суть таких сторінок полягає в тому, щоб звільнитися від будь-яких внутрішніх обмежень, які Кемерон називає Цензором, а також від проблем, страхів і негативних емоцій, які стають на заваді творчості. Крім того, ранкові сторінки дозволяють подолати особистий внутрішній перфекціонізм, «критика в собі».
Творчі побачення — це відрізок часу, приблизно дві години на тиждень, які ви вивільнили, пообіцявши витратити їх суто на підживлення своєї творчої свідомості, свого внутрішнього митця. Йдеться про організоване дозвілля, так зване побачення для вас і вашого внутрішнього митця. «Довга прогулянка сільською місцевістю, поїздка на пляж, щоб зустріти схід чи захід сонця сам на сам із собою, похід у трохи дивний храм, щоб послухати церковні співи, чи прогулянка етнічним кварталом, де ви побачите і почуєте щось зовсім нове — вашому митцеві може припасти до душі будь-який з цих варіантів».
На кожен тиждень, окрім обов'язкових ранкових сторінок і творчих побачень, Джулія Кемерон пропонує певні завдання, спрямовані на вивільнення творчої енергії.

## Український переклад
Шлях митця / Джулія Кемерон ; пер. з англ. Тетяни Савчинської. — Львів : Видавництво Старого Лева, 2017. — 352 с.

### Рецензії
- «Стрибай, а парашут розкриється згодом»: чому варто пройти шляхом митця [Архівовано 23 вересня 2020 у Wayback Machine.]